# Бунтівний корабель
Бунтівний корабель (англ. Rogue Ship) — науково-фантастичний роман канадського письменника Альфреда ван Вогта, вперше опублікований 1965 року.
Роман є фіксапом трьох оповідань про корабель поколінь «Надія людства»:
- «Centaurus II» (червень 1947);
- «Rogue Ship» (березень 1950);
- «The Expendables» (вересень 1963).

## Зміст
Альфа Центавра — пункт призначення космічного корабля «Надія людства». Він мандрував космосом майже двадцять років, і йому залишилося дев'ять років польоту. Для багатьох на борту корабля Земля стала смутним спогадом, а для молоді вона є лише крапкою у величезному зоряному космосі. Неспокій помітний всюди; люди хочуть повернутися до безпечного місця, а не продовжувати до невідомого, де життя непевне. Заколот здається неминучим. Капітан Лісбі знає про можливе знищення Землі. Єдина надія — Альфа Центавра. Тепер, як ніколи, дороги назад немає. Порядок треба підтримувати навіть ціною людського життя.
Досягнувши Центавра та знайшовши його непридатним для життя, «Надія людства» прямує до наступного пункту — системи Сіріуса.
Однак там, а потім і в системі Проціона повторюється все те саме, і капітан Лісбі III направляє корабель в систему Альтаїра.
Через те, що корабель не може досягти швидкості світла, на подорож до нього потрібні десятиліття. Після прибуття в систему, після заколоту та зради, капітаном «Надії людства» став Браун, нащадок старшого помічника капітана. «Надія людства» виходить на орбіту навколо Альтаїр III, але виявляє, що вона вже заселена, і піддається нападу з боку її мешканців. Альтаїрці ненавмисно покращують характеристики їхнього двигуна, що дозволяє їм швидше рухатись. Земляни голосують за повернення в Сонячну систему, але це рішення теж не всім подобається.
Протягом цього часу ми бачимо боротьбу за владу різних груп (офіцерських та кримінальних). Управління швидко переходить від одного персонажа до іншого до прибуття власника корабля Аверіла Г'юїта.
Роман закінчується тим, що Г'юїт очолює корабель і знаходить багато планет для проживання.